# (40441) Jungmann
(40441) Jungmann – planetoida z pasa głównego asteroid okrążająca Słońce w ciągu 4 lat i 24 dni w średniej odległości 2,55 j.a. Została odkryta 11 września 1999 roku. Przed nadaniem nazwy planetoida nosiła oznaczenie tymczasowe (40441) 1999 RW34.